# Store Lyngby
Store Lyngby er en mindre by i Nordsjælland med 831 indbyggere  (2024), beliggende i Lille Lyngby Sogn, Strø Herred. Byen ligger i Hillerød Kommune og tilhører Region Hovedstaden.